# Circondario di Dachau
Il circondario di Dachau è uno dei circondari che compongono la Baviera. Il suo capoluogo è la cittadina di Dachau. Questo distretto rurale presenta una tra le più alte densità di abitanti per chilometro quadrato.

## Città e comuni
(Abitanti il 31 dicembre 2023)
| Comuni del circondario | Città 1. Dachau, (grande città circondariale) (48 337) | Comuni 1. Altomünster (8 131) 2. Bergkirchen (7 856) 3. Erdweg (6 294) 4. Haimhausen (5 928) 5. Hebertshausen (5 928) 6. Hilgertshausen-Tandern (3 414) 7. Karlsfeld (22 101) 8. Markt Indersdorf (10 468) 9. Odelzhausen (5 723) 10. Petershausen (6 721) 11. Pfaffenhofen a.d.Glonn (2 301) 12. Röhrmoos (6 721) 13. Schwabhausen (6 546) 14. Sulzemoos (3 030) 15. Vierkirchen (4 719) 16. Weichs (3 595) |